# Steven Pinker
Steven Arthur Pinker (Montréal, 18 settembre 1954) è uno scienziato cognitivo canadese naturalizzato statunitense, professore di psicologia all'Università di Harvard.
Citato come uno degli intellettuali più influenti da varie riviste, Pinker ha ricevuto premi dalla American Psychological Association, dall'Accademia nazionale delle scienze, dalla Royal Institution e dall'American Humanist Association. Inoltre, serve nel consiglio di redazione di diverse riviste scientifiche e nel comitato consultivo di varie istituzioni accademiche. Partecipa frequentemente ai dibattiti pubblici che riguardano la scienza e la società.

## Biografia
Pinker è nato e cresciuto in una famiglia ebraica della classe media. I suoi nonni emigrarono dalla Polonia e dalla Bessarabia in Canada nel 1926. Suo padre Harry, un avvocato, lavorò inizialmente come rappresentante di una ditta di costruzioni, mentre sua madre Roslyn fu dapprima una casalinga, per poi diventare consulente scolastica e infine vicepreside di scuola superiore. Ha due fratelli minori: Robert, che è analista politico per il governo canadese, e Susan, che è psicologa e scrittrice. Pinker sposò Nancy Etcoff nel 1980, da cui divorziò nel 1992; successivamente, sposò Ilavenil Subbiah nel 1995, ma il matrimonio finì nel 2006. La sua terza moglie, che sposò nel dicembre 2007, è la scrittrice e filosofa Rebecca Goldstein. Pinker ha due figliastre, acquisite con l'ultimo matrimonio: la scrittrice Yael Goldstein Love e la poetessa Danielle Blau.
Pinker si diplomò al college Dawson nel 1973. Si laureò in psicologia all'Università McGill nel 1976 e ottenne il dottorato di ricerca in psicologia sperimentale ad Harvard nel 1979 sotto Stephen Kosslyn. Per un anno condusse ricerca scientifica al Massachusetts Institute of Technology (MIT), dopodiché divenne assistente universitario prima ad Harvard e poi all'Università di Stanford. Dal 1982 al 2003, Pinker ha insegnato al Department of Brain and Cognitive Sciences del MIT, dal 1985 al 1994 è stato co-direttore del Center for Cognitive Science, per poi diventare, dal 1994 al 1999, direttore del Center for Cognitive Neuroscience, prendendo un anno sabbatico all'Università della California a Santa Barbara, nell'anno accademico 1995-96. Dal 2003, è professore Johnstone Family di psicologia ad Harvard; dal 2008 al 2013 gli è stato assegnato il titolo di professore Harvard College come riconoscimento della sua passione per l'insegnamento. Inoltre, tiene lezioni come professore a contratto al New College of the Humanities, un college privato di Londra.

## Opinioni
Di famiglia ebraica, all'età di tredici anni ha abbracciato l'ateismo, una posizione che lui vede come sostenibile da un punto di vista empirico. Riguardo alle sue origini familiari, Pinker ha dichiarato che varie volte si è sentito culturalmente ebreo, pur non essendolo mai stato da un punto di vista religioso.
Da adolescente si considerava anarchico, finché non assistette ai disordini che seguirono a un attacco della polizia durante la rivolta di Murray-Hill a Montréal il 17 ottobre 1969. Pinker si identifica come femminista di uguaglianza, che lui definisce come dottrina morale sull'equo trattamento che non pone vincoli alle questioni empiriche, aperte in biologia e psicologia. Ha reso noto il risultato di un test condotto sul proprio orientamento politico, che lo collocherebbe in una posizione né di destra né di sinistra, ma più vicina al liberalismo che all'autoritarismo.
Forte sostenitore della psicologia evoluzionista e della teoria computazionale della mente, ha scritto diversi saggi di divulgazione scientifica sulla mente e sul linguaggio. La sua attività di ricerca scientifica si concentra sulla percezione sulla psicolinguistica e in particolare sulle immagini mentali, sul riconoscimento delle forme, sull'attenzione visiva, sullo sviluppo del linguaggio dei bambini, sui fenomeni regolari e irregolari nel linguaggio, sulle basi neurali delle parole e della grammatica e sulla psicologia della cooperazione e della comunicazione.
Pinker sostiene che la facoltà umana del linguaggio è un istinto, un comportamento innato modellato dalla selezione naturale e adattato alle esigenze comunicative dell'uomo. Nei suoi libri divulgativi, L'istinto del linguaggio, Come funziona la mente, Tabula rasa e Fatti di parole, vengono descritti gli aspetti del campo della psicolinguistica e delle scienze cognitive, e vengono riportati resoconti della sua stessa attività di ricerca. Nel saggio Il declino della violenza, Pinker porta avanti l'idea che la violenza nelle società umane è, in generale, costantemente diminuita con il tempo e identifica sei cause principali per tale declino. Sulla stessa lunghezza d'onda, nel 2018 pubblica Illuminismo adesso, un saggio in cui utilizza i dati statistici attuali per provare che il benessere umano è aumentato notevolmente negli ultimi tempi grazie a valori Illuministi come la scienza, la ragione e l'umanesimo; allo stesso tempo sostiene che questi valori siano attualmente minacciati da alcune tendenze moderne non razionali come il fondamentalismo religioso, il politicamente corretto e il postmodernismo.

## Opere
- L'istinto del linguaggio, Mondadori, 1998
- Come funziona la mente, Mondadori, 2002
- Tabula rasa. Perché non è vero che gli uomini nascono tutti uguali, Mondadori, 2006
- Fatti di parole. La natura umana svelata dal linguaggio, Mondadori, 2009
- Linguaggio naturale e selezione darwiniana, Armando Editore, 2010
- Il declino della violenza: perché quella che stiamo vivendo è probabilmente l'epoca più pacifica della storia, trad. Massimo Parizzi, Mondadori, 2013, ISBN 978 88 04 62631 2
- Illuminismo adesso. In difesa della ragione, della scienza, dell'umanesimo e del progresso, Mondadori, 2018. ISBN 9788804705260